# Инженер Гарин
Пётр Петро́вич Га́рин (или Инженер Гарин) — персонаж романа Алексея Толстого «Гиперболоид инженера Гарина».

## Биография

### До революции
Согласно книге (четвертая редакция текста 1936 г.), первое известное событие из жизни Гарина происходит в 1915 году. Тогда он, по его словам, «мобилизует все свои денежные средства», откупает своего друга, учёного Манцева, от мобилизации на фронт и отправляет его на Камчатку, на поиски золота. Перед отъездом Манцев подаёт Гарину идею гиперболоида. В первых трех редакциях романа (1926, 1927, 1933 гг.) Манцев отправляется в Якутию, на реку Олекму для геологических работ по поиску золота и других ценных ископаемых, будучи агентом английской золотой компании (концессионного предприятия), но случайно обнаруживает громадные запасы радия. Именно узнав о радии, Гарин начинает строить планы о мировом господстве. В четвертой редакции вся линия с радием убрана, Манцев разыскивает на Камчатке доступ к Оливиновому поясу, т.е. жидкому расплавленному золоту.

### Создание гиперболоида
После революции, в годы гражданской войны, Гарин проживает в Петрограде и работает над созданием гиперболоида — устройства, превращающего световую энергию в тончайший луч, способный разрезать или расплавить всё, что угодно. Принцип гиперболоида невероятно прост — весь секрет в системе всего из двух гиперболических зеркал, поставленных друг против друга. Устройство и постройка аппарата тоже не представляют особых сложностей. Единственная проблема состоит в нахождении компактного и мощного источника световой энергии. Таким источником становятся пирамидки из прессованного угля. Их поставляет Гарину его старый знакомый, польский химик Стась Тыклинский — в обмен на долю в прибылях. Однако Тыклинский возмущен, что Гарин ничего не хочет рассказывать о аппарате и даже показывать его. Попытка проследить испытание гиперболоида оканчивается неудачей — Гарин едва не убивает Тыклинского лучом и находит нового поставщика пирамидок, местного химика, предложив ему стать своим двойником.

### Побег в Европу
Фактически сюжет книги А. Толстого начинается с этих событий. Слухи об аппарате Гарина доходят до ушей американского «химического короля» Роллинга и его любовницы — русской эмигрантки Зои Монроз. Они составляют план — выкрасть аппарат и чертежи, а Гарина убить. Однако Гарин подставляет агентам Роллинга своего двойника, которого и убивают, а сам Гарин с невероятной выдержкой обводит вокруг пальца агента угрозыска Василия Шельгу и с аппаратом бежит на яхте из Ленинграда в Финляндию, а оттуда — в Париж.

### Добыча денег
К тому времени у Гарина уже складывается план захвата власти во всем мире. Нужны лишь деньги для первых шагов. Для получения необходимых средств он решает вовлечь в своё предприятие Роллинга, несмотря на неоднократные попытки последнего покончить с Гариным в Париже (первая из таких попыток приводит к смерти второго двойника и коллеги Гарина, французского химика Виктора Ленуара; вторая попытка кончается трагически для банды наёмных убийц под руководством одного из бывших любовников Зои, Гастона Утиного Носа). Более того, познакомившись с Зоей, такой же авантюристкой, как и он сам, Гарин привлекает её на свою сторону. Он принуждает Роллинга заключить договор — Гарин берётся с помощью гиперболоида взорвать химические заводы Анилиновой компании в Германии и тем избавить Роллинга от конкурента, а за это Роллинг отдаст ему половину полученных доходов, около 1 млрд долларов (в пересчёте на современные (хотя какой год считать современным, не ясно, эта сумма соответствует от 10 до 12 млрд долларов по покупательной способности и от 30 до 197 млрд долларов по значимости). Свидетель этого разговора Шельга получает от Роллинга четыре пули и попадает в больницу.
Гарин прибывает из Франции в Германию (предположительно, побережье Рейна между городками Нойвидом и Кобленцем) и, используя полноценную боевую модель своего гиперболоида, уничтожает завод. При этом погибает три тысячи человек. Тем же временем в Неаполе Гарину (не без помощи норвежского капитана Янсена, изначально работавшего на Роллинга, но исполняющего волю обожаемой им Зои) удаётся переиграть «химического короля», желавшего получить и деньги, и аппарат, захватить его яхту «Аризону» и взять самого Роллинга в заложники. В компании с Роллингом, Зоей и похищенным из больницы Шельгой Гарин отправляется в Америку.
Через Шельгу Гарин получает сведения об Иване Гусеве, мальчике, состоявшем при экспедиции Манцева, и о результатах экспедиции. Гарин посылает своих людей под руководством бывшего ротмистра царской армии эмигранта Волшина (выступающего под именем Артура Леви) на Камчатку — найти Манцева. Учёного удалось застать живым, он встречен и подробно расспрошен, но погибает при отлёте дирижабля из-за несчастного случая, спровоцированного ухудшением метеоусловий. Далее Гарин следует подтвердившемуся плану Манцева.

### Золотой остров и шахта
Результатом научных изысканий Манцева оказались следующие выводы относительно строения мантии Земли — под земной корой лежит так называемый Оливиновый пояс, в нижней части которого есть слой кипящего золота. Гарин решает добраться до золота и с его помощью стать властелином мира.
На деньги Роллинга он закупает в США оборудование, нанимает рабочих, захватывает пустынный остров в Тихом океане (по указанным в романе координатам находится коралловый атолл Оэно, однако описание больше подходит соседнему острову Хендерсон) и приступает к сооружению шахты. Бурение проводится с использованием гиперболоидов особой конструкции.
В то время как бурение шахты идёт полным ходом, правительство США разоблачает авантюру Гарина и решает уничтожить его. Под предлогом освобождения Роллинга США отправляют к Золотому острову сначала лёгкий крейсер, а затем и целую эскадру из восьми линейных крейсеров.
На этом этапе вся авантюра Гарина чуть не срывается. Агенты, пытавшиеся получить деньги по чекам Роллинга, арестованы. Рабочим платить нечем. Доставка грузов на остров блокирована американским флотом и запасы продовольствия тают. Рабочие угрожают взорвать шахту, требуя выплаты жалованья и мира с США.
Гарин посылает Зою и Янсена на яхте «Аризона» в пиратское плавание, в то время как Шельга (который нужен Гарину как посредник в переговорах с народными массами) уговаривает рабочих временно не бунтовать, но тайно собирает силы и выжидает удобного момента для всеобщего восстания. Гиперболоид «Аризоны» заставляет богатых пассажиров на трансокеанских лайнерах раскошеливаться — рабочие Гарина получают зарплату и вновь включают буровой гиперболоид.
Используя свой гиперболоид (а также секретные разработки Роллинга в области боевых отравляющих веществ), Гарин уничтожает высланные против него силы. В мире начинается паника.
Наконец, на глубине 8 километров шахта достигает океана кипящего золота. Начинается его промышленная добыча и подготовка золотой экспансии.

### Гарин — диктатор
Гарин присылает в Сан-Франциско 5 кораблей, гружённых золотыми слитками, и начинает продавать его по 2,5 доллара за килограмм. В Америке начинается новая «золотая лихорадка», вся государственная машина оказывается бессильной. В этих условиях Гарин надавливает на Роллинга — пусть тот убедит остальных миллиардеров США назначить Гарина диктатором. Роллинг взамен получает место во главе тайного совета трёхсот — олигархической клики монополистов (здесь имеется в виду четвертая редакция текста, 1936 г. В предыдущих редакциях Роллинг кончает жизнь самоубийством на Золотом острове будучи очевидцем уничтожения гордости Америки - эскадры линкоров тепловым лучом Большого гиперболоида).
Гарин становится диктатором полумира. Он собирается уничтожить шахту, предварительно обеспечив за собой более половины мирового запаса золота, и начинает вновь повышать цену на него. В его планах коренное переустройство жизни всего человечества.
Вместе с тем Пётр Петрович испытывает колоссальную скуку, добившись абсолютной власти, несмотря на все свои прежние мечты об этом.

### Революция и исчезновение
Тем временем оставшийся на острове Шельга, используя свой организаторский талант пролетарского вождя, поднимает восстание и захватывает шахту и большой гиперболоид Золотого острова. Зоя спасена Янсеном, который, однако, погибает. В дуэли с Зоей на гиперболоидах погибает Иван Гусев. Начинается революция.
Ядро гаринских силовиков — русские белоэмигранты; из их числа он выбирает себе третьего двойника. Несмотря на жестокость верных Гарину людей, пролетарское восстание в США побеждает, но вместо Гарина опять схвачен двойник. Сам же он бежит из Вашингтона в Сан-Франциско и вместе с Зоей на яхте отплывает к Золотому острову в надежде на реванш. (Здесь указаны сюжетные повороты "канонической" четвертой редакции романа, завершенной Толстым в 1936 г., но впервые опубликованной только в 1939 г.) Но немного не дойдя до цели, яхта попадает в тайфун, в котором погибают все, кроме Гарина и Зои. Их выбрасывает на пустынный островок (по ряду признаков речь идёт об уже упоминавшемся коралловом атолле Оэно, который пользуется дурной славой «отца кораблекрушений»). Там они и остаются жить до конца своих дней, собирая моллюсков и дождевую воду и перелистывая чудом уцелевшую книгу с проектами великолепных дворцов Золотого острова. (В первой "журнальной" редакции финал романа открытый: "Узнав о захвате Золотого острова Ревкомом, разъяренная толпа ворвалась в Вашингтоне в Белый дом, ища растерзать Пьера Гарри, но его не могли найти. Он исчез. Этим заканчивается одна из многочисленных авантюр инженера Гарина". Во второй и третьей редакциях финал романа изменяется, – если в журнальном варианте(первая редакция), Зоя Монроз погибает, а капитан Янсен остается жив, то в первом книжном издании 1927 г. (вторая редакция) все завершается ровно наоборот: погибает Янсен, а Зоя ускользает вместе с яхтой «Аризона», вооруженной гиперболоидами, от повстанцев Золотого острова, и к ней где-то на просторах Тихого океана присоединяется Гарин. Финал романа, по-прежнему, открытый).

## Личные качества
Гарин — эгоист до мозга костей и гордится этим. Людей (кроме Шельги и Зои) он презирает. Обладает непреклонной волей, колоссальной работоспособностью, умом гениального изобретателя, талантом политика. Однако ярче всего у него выражена авантюрная составляющая. Ненавидит коммунизм, однако и современную ему капиталистическую систему считает «громоздкой глупостью». Русский по национальности, но русским себя не считает. «Я — космополит», — говорит он. (В оригинале «Я — интернационалист»; замена на «космополит» произведена в конце 1940-х в рамках борьбы с космополитизмом. Позднее издательства вернулись к авторскому варианту.)

## Теория Гарина
Гарин мечтает кардинально изменить общественное устройство. В центре будет сам Пётр Гарин, которому принадлежит всё, вплоть до права дышать. Далее два-три миллиона пар патрициев, предающихся наслаждениям и творчеству (на особом режиме, чтобы не вырождались). Великолепие их жизни обеспечивает строго определённое количество трудовиков, подвергшихся операции на мозге и неспособных к возмущению. Наконец, отдельная группа содержится изолированно, «где-нибудь на прекрасном острове», исключительно для размножения. Все остальные подлежат уничтожению за ненадобностью.
Шельга называет эти идеи «фашистским утопизмом». Однако Гарин считает, что это не утопия, а законченная и чёткая программа тех преобразований, которые и так уже происходят в современном ему капиталистическом обществе, но только вслепую, варварски, громоздко и медленно.

## Киновоплощения
- Евгений Евстигнеев — «Гиперболоид инженера Гарина», режиссёр Александр Гинцбург, «Киностудия имени М. Горького», 1965 год.
- Олег Борисов — «Крах инженера Гарина», режиссёр Леонид Квинихидзе, киностудия «Ленфильм», 1973 год.

## Памятники
- Имя П. П. Гарина присутствует на установленной краеведом Я. Левиным в 2018 году памятной доске в Ярославле, сообщающей, что «В этом здании с 2143 по 2157 год жил и работал великий русский ученый, изобретатель машины времени Гарин Петр Петрович»[6].